# Tabakoloog
Ein Tabakoloog (Flämisch, die französische Entsprechung ist tabacologue) ist in Belgien ein lizenzierter Dienstleister, der Menschen mit Nikotinsucht bei der Raucherentwöhnung hilft. Oft haben Psychologen, aber auch Ärzte (besonders Lungenspezialisten) diese Sonderausbildung in Tabakologie.
Die Bedeutung der Tabakologie nimmt in den letzten Jahren mit der Ächtung des Nikotingenusses zu. So übernehmen belgische Pflichtkrankenkassen seit 1. Januar 2005 einen Teil der Kosten für die Behandlung.
In Deutschland gibt es keine vergleichbare Anerkennung.